# Onesimos Nesib

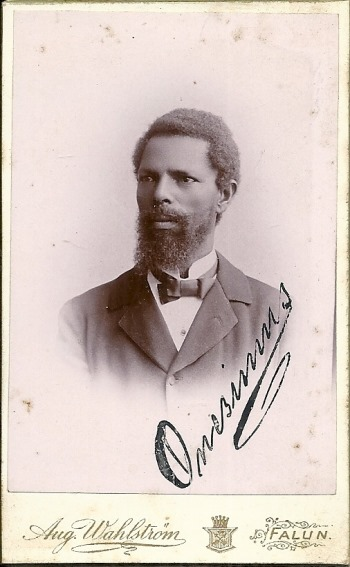
Porträt, um 1880

Onesimos Nesib (* um 1856 in Oromiyaa; † 21. Juni 1931 bei Nekemte; eigentlich Onesimoos Nasiib) war ein Oromo, der zum Evangelisch-Lutherischen Christentum übertrat und die Bibel ins Oromo übersetzte. Sein Geburtsname war Hika; den Namen Onesimus, nach der biblischen Person, nahm er an, als er zum Christentum konvertierte.

## Leben
Onesimos wurde in der Nähe von Hurumu im heutigen Äthiopien geboren und verlor seinen Vater im Alter von vier Jahren. 1869 wurde er von Sklavenhaltern entführt und hatte mehrere Eigentümer, bis Werner Munzinger ihn in Massaua (im heutigen Eritrea) befreite. Dieser ließ ihn in der Schwedischen Evangelikalen Mission Imkulu in der Hafenstadt erziehen. Dort erwies er sich als guter Schüler und wurde schließlich am Ostersonntag (31. März 1872) getauft. Zur weiteren Ausbildung wurde er für fünf Jahre an die Theologische Hochschule Johannelunds Teologiska Högskola in Bromma, Schweden geschickt. Als er nach Massaua zurückkehrte, heiratete er Mehret Hailu.
Er versuchte sofort, zu seinem Volk, den Macha Oromo, zurückzugelangen, und die Reisebeschränkungen zu umgehen, die Kaiser Menelik II. fremden Missionaren auferlegt hatte, indem er durch den Zentralsudan nach Wollega ging. Seine Reisegesellschaft kam aber nur bis Asosa, dann wurde sie gezwungen, zur Grenzstadt Famaka zurückzukehren. Dort bekam Onesimos Fieber. Darum mussten sie nach Khartum zurückkehren, das sie am 10. April 1882 erreichten, gerade als der Mahdi-Aufstand ausbrach. Onesimos erholte sich von der Krankheit und kehrte zur Imkulu-Mission zurück. Dort begann er die erste seiner vielen Übersetzungen ins Oromo, während er auf weitere Instruktionen wartete. Nachdem 1886 ein erneuter Versuch, Wollega zu erreichen, fehlgeschlagen war, begann er mit der Übersetzung der gesamten Bibel.
Onesimos merkte, dass seine Kenntnisse in seiner Muttersprache nicht ausreichten, da er seit seiner Kindheit nicht mehr bei seinem Volk gelebt hatte. Darum suchte er Hilfe bei Aster Ganno (1874–1964), einer jugendlichen Oromo, die er zur Imkulu-Mission gebracht hatte. Obwohl sie einen großen Teil des Materials für die 1893 veröffentlichte Übersetzung lieferte, bekam sie keinerlei Anerkennung für ihre Beiträge.
Erst 1904 kehrte Onesimos nach Wollega zurück, wo er mit großen Ehren vom Gouverneur Dejazmach Gebre Egziabher empfangen wurde. Anders als sein Vorgänger predigte Onesimos seiner Gemeinde auf Oromo, das die örtlichen Äthiopisch-Orthodoxen Priester nicht verstanden, und zog sich so ihre Feindseligkeit zu. Das führte zusammen mit der Wertschätzung durch die Oromo dazu, dass die Priester ihn beschuldigten, sich blasphemisch über die Jungfrau Maria geäußert zu haben. Im Mai 1906 wurde er vom Abuna Mattheos aufgrund dieser Anschuldigungen zum Exil verurteilt. Kaiser Menelik II. machte dieses Urteil allerdings rückgängig und ließ Onesimos nach Nekemte zurückkehren, wo er allerdings nicht mehr predigen durfte.
Obwohl Onesimos seine öffentlichen Aktionen in den nächsten Jahren auf den Unterricht an seiner Schule in Nekemte beschränkte, drohte ihm weiterhin das Exil, bis ihm Lij Iyasu 1916 die Erlaubnis gab, seinen Glauben zu predigen. Trotz der Absetzung des designierten Kaisers Lij Iyasu im Jahr darauf galt dieser Beschluss weiterhin, und Onesimos konnte bis zu seinem Tod seine Übersetzungen verteilen und predigen.
Onesimos Nesibs Gedenktag in der Evangelisch-Lutherische Kirche in Amerika ist der 21. Juni. Zum evangelisch-lutherischen Heiligengedenken siehe Confessio Augustana, Artikel 21. Die Mekane-Yesus-Kirche hat ihm zu Ehren ihr theologisches Seminar in Addis Abeba nach ihm benannt.